# Département de San Pedro (Jujuy)
Pour les articles homonymes, voir Département de San Pedro.
Le département de San Pedro est une des 16 subdivisions de la province de Jujuy, en Argentine. Son chef-lieu est la ville de San Pedro de Jujuy.
Le département a une superficie de 2 150 km2. Sa population s'élevait à 71 037 habitants en 2001.

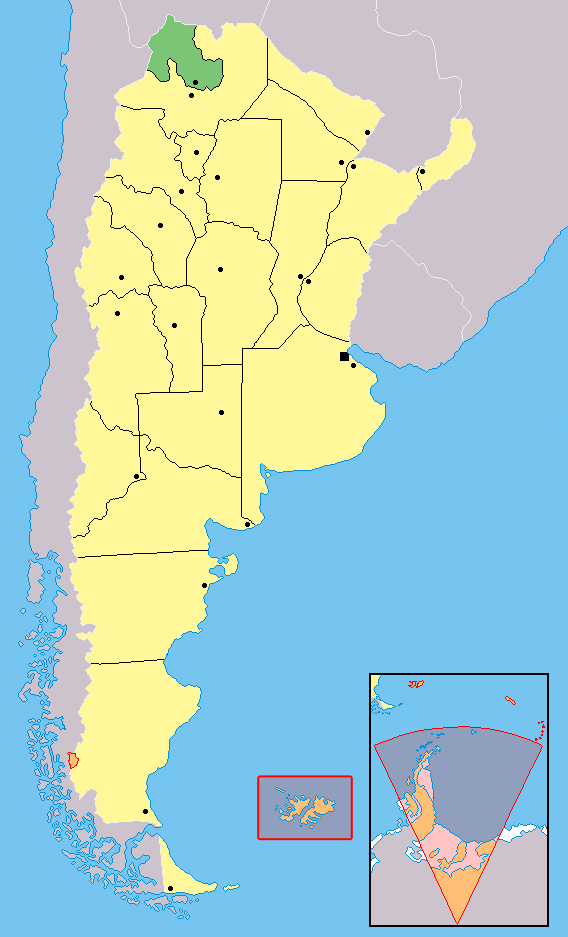
Localisation de la province de Jujuy en Argentine.

## Villes et localités
- Arrayanal
- La Esperanza
- La Mendieta
- San Pedro de Jujuy, chef-lieu.